# Słonik orzechowiec
Słonik orzechowiec (Curculio nucum) – średniej wielkości chrząszcz o wyjątkowo długim ryjku
charakterystycznym dla ryjkowców należących do plemienia Curculionini. Jego larwy rozwijają się wewnątrz orzechów leszczyny, i dlatego też postrzegany jest jako szkodnik upraw orzechów laskowych.

## Opis
Chrząszcz ten mierzy około 6-8.5mm.. Posiada długi ryjek, u samic prawie tak długi jak reszta ciała. Ryjek samców jest krótszy. Barwa ciała jasnobrązowa, orzechowa
Gatunek ten często mylony jest z innym, powszechnie bytującym na dębach słonikiem żołędziowcem. Różnią się one jednak nieznacznymi cechami morfologicznymi. Przede wszystkim biczyki czułków są szersze w przypadku C. nucum niż u C. glandium. Poza tym, C. nucum ma dłuższe, bardziej odstające włoski na czułkach. C. nucum jest prawdopodobnie najbliżej spokrewniony z C. glandium oraz C. undulatus. Wspólnie są one łączone w tak zwaną grupę żołędziowców (ang. glandium group). Także występujący w Japonii C. cameliae jest blisko spokrewniony z tą grupą. Inne podobne gatunki, zasiedlające dęby, C. pellitus, C. venosus, C. elephas są łączone we wspólną grupę elephas (ang. elephas group). Gatunki te mają wypukłe pokrywy i gęste włoski zasłaniające linię pierwszego segmentu brzusznego, zaś gatunki z grupy żołędziowców mają płaskie pokrywy i segment brzuszny jest dobrze widoczny.

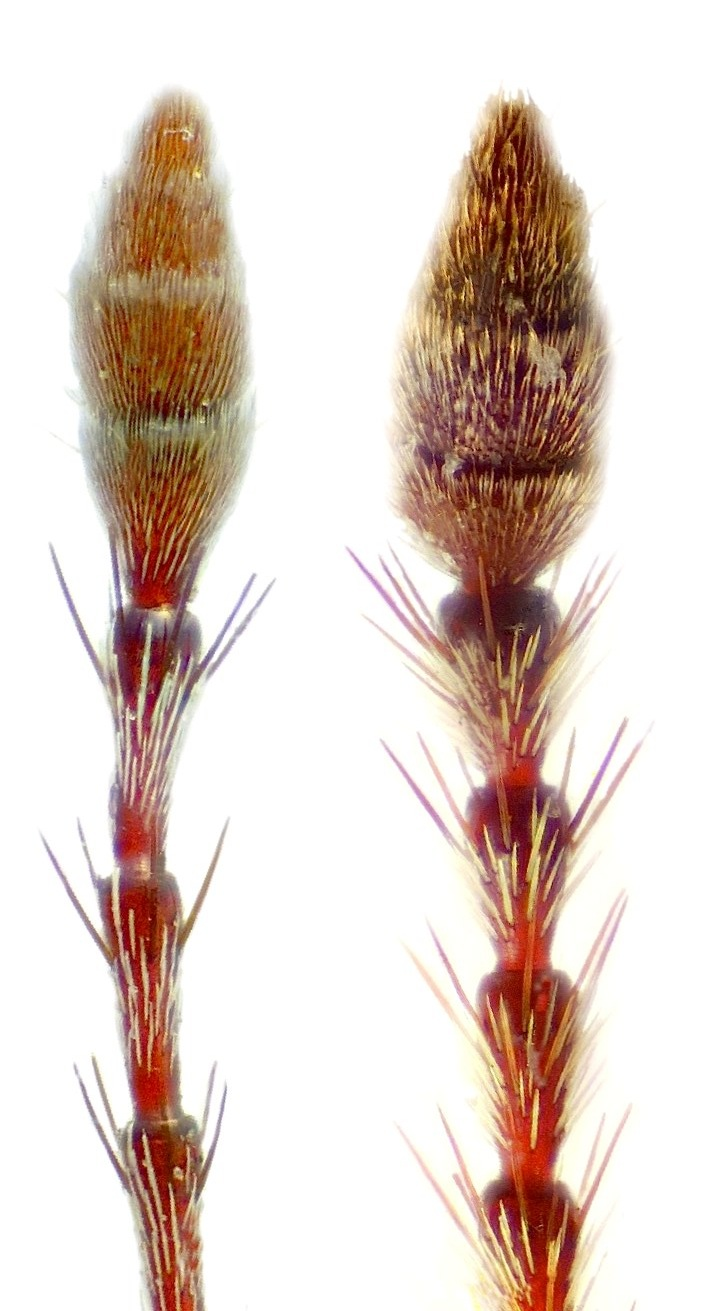
Różnice w wyglądzie czułków Curculio glandium (z lewej) i C. nucum

Plemię Curculionini różni się od innych ryjkowców i chrząszczy w ogóle, tym, że żuchwa ułożona jest wertykalnie (pionowo), a nie horyzontalnie (poziomo) jak u innych chrząszczy

## Cykl życiowy
Pełny cykl życiowy trwa dwa lata. Osobniki dojrzałe pojawiają się wiosną, wychodząc z ziemi po przezimowaniu. Żerują na pąkach i liściach leszczyny. Chrząszcze spotykane są od maja do końca sierpnia. Samice składają jaja wewnątrz dojrzewających orzechów, jedno jajo na orzech, zazwyczaj pod koniec lipca. Jedna samica składa od 20 do 30 jaj. Po około tygodniu pojawiają się larwy i zaczynają żerować wewnątrz orzecha. Spędzają wewnątrz około miesiąca, wyjadając praktycznie całą zawartość. Wczesną jesienią larwy ostatniego stadium opuszczają orzech, zakopują się w ziemi. Po przezimowaniu większość larw przechodzi przeobrażenie w kolejnym roku, cały czas pozostając pod ziemią. Stadium poczwarki trwa 8-12 dni. Dopiero w następnym roku dorosłe chrząszcze wychodzą z ziemi. Są one jednak niedojrzałe płciowo, aż do około czerwca/lipca.
Od powyższego schematu występują jednak pewne odstępstwa. Pewna część osobników opóźnia metamorfozę o kolejny rok lub dwa. Taki cykl może nieść ze sobą pewne zagrożenie jakim jest długa ekspozycja na działanie drapieżników. Także pod względem energetycznym jest to bardziej kosztowne, jednak pozwala to dorosłym na lepszą synchronizację z ich rośliną żywicielską, której owocowanie obarczone jest pewnym ryzykiem przyrodniczym i może nie występować corocznie.

## Szkodliwość i zwalczanie

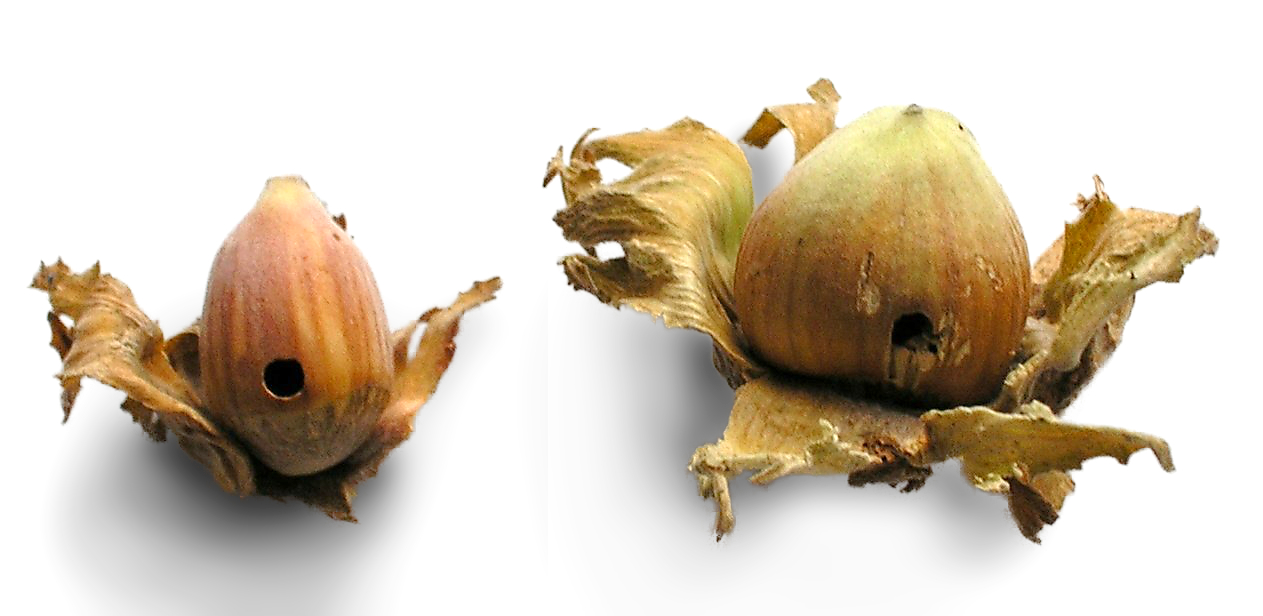
Owoce leszczyny opuszczone już przez larwy chrząszcza

Wewnątrz zaatakowanego orzecha, po otwarciu, możemy zauważyć larwę barwy kremowej z brązową główką, zazwyczaj otoczoną odchodami. Okrągła dziura w orzechu świadczyć może o tym, że larwa zakończyła już żerowanie i opuściła orzech. Podstawową metodą kontroli tego ryjkowca jest oprysk sadów insektycydami (zawierającymi między innymi metomyl). Jednakże kraje będące największymi producentami orzechów laskowych takie jak Turcja, Włochy, Francja czy Hiszpania pracują nad badaniami pozwalającymi znaleźć i wykorzystać alternatywne metody walki. Pewne badania wskazują na możliwość efektywnego wykorzystania nicieni będących patogenami owadów jak np. Heterorhabditis indica. Ten nicień zabija zimujące i przeobrażające się larwy.  Także grzyb Beauveria bassiana, może być pomocny w walce z tym chrząszczem. Badania prowadzone we Włoszech udowodniły, że o ile grzyb został poprawnie zaaplikowany, powoduje śmierć praktycznie wszystkich larw.. Inne włoskie badania były prowadzone w celu porównania grubości skorupy orzecha, rozwoju i twardnienia orzecha ze szkodami powodowanymi przez C. nucum. Uszkodzenia te okazały się być bez związku z grubością skorupy, natomiast szybkie twardnienie skorupy orzecha może zmniejszyć negatywne skutki powodowane przez tego ryjkowca.